# Dàn nhạc giao hưởng Galicia

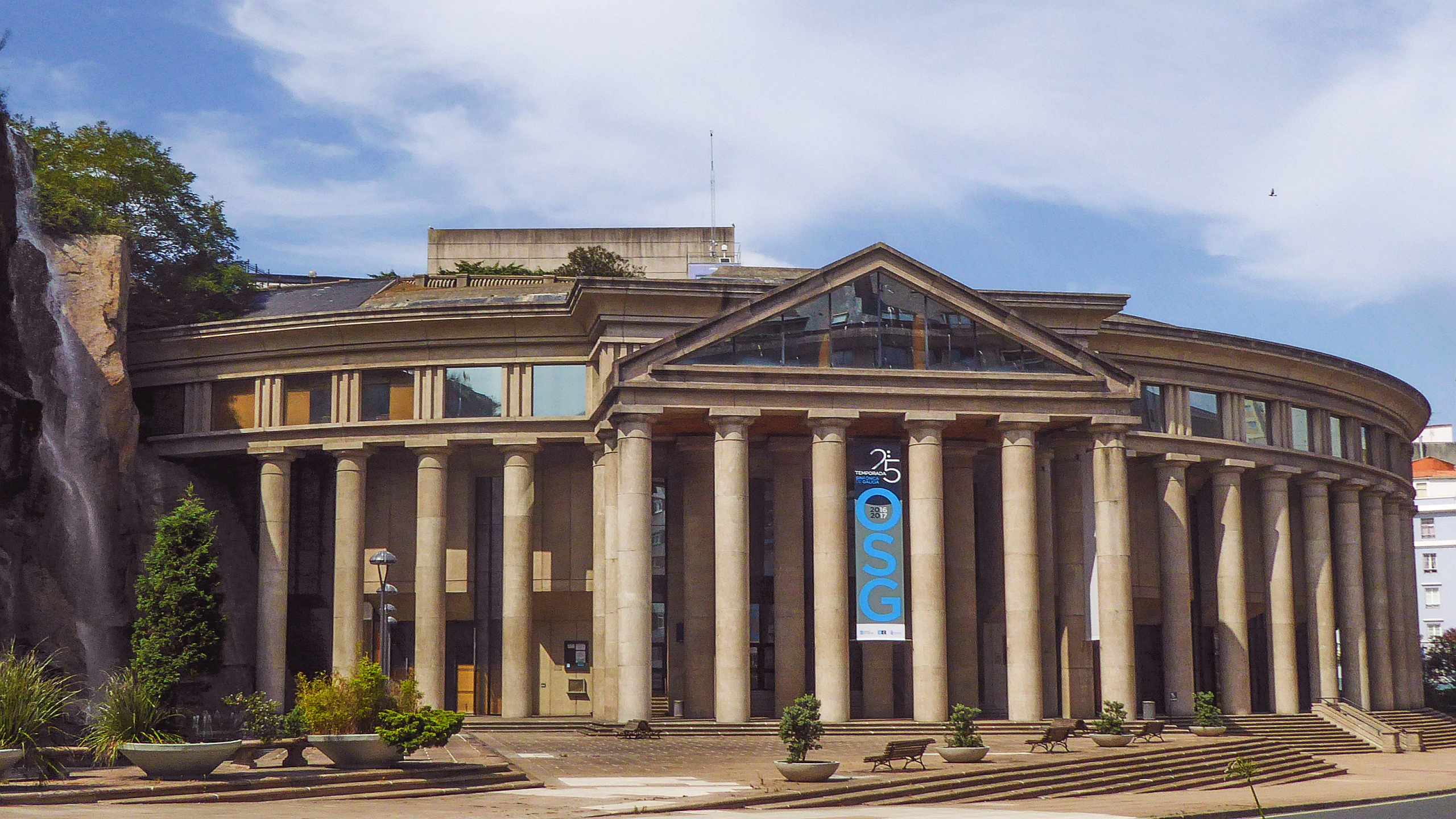
Trụ sở của OSG.Trang web: https://www.sinfonicadegalicia.com/

Dàn nhạc giao hưởng Galicia (tiếng Galicia: [ɡaˈliθja] ⓘ; tiếng Việt: /ga-li-xia/) là dàn nhạc giao hưởng ở Coruña - thủ phủ bang Galicia của Tây Ban Nha. Trong tiếng Tây Ban Nha, dàn nhạc này có tên Orquesta Sinfónica de Galicia nên thường viết tắt là OSG. Dàn nhạc do Hội đồng thành phố Coruña thành lập năm 1992, nhưng chỉ sau đó ít lâu, OSG đã nhanh chóng trở thành dàn nhạc hàng đầu ở Tây Ban Nha, cũng là một trong những dàn nhạc giao hưởng được truy cập nhiều nhất ở mạng internet trên thế giới về các buổi hòa tấu hay giao hưởng các tác phẩm nhạc cổ điển nổi tiếng. OSG biểu diễn đều đặn, ngay cả trong đại dịch Covid-19, đã được sự cộng tác của nhiều nghệ sĩ nổi tiếng thế giới và dàn nhạc đã có nhiều  ghi âm biểu diễn.

## Lược sử

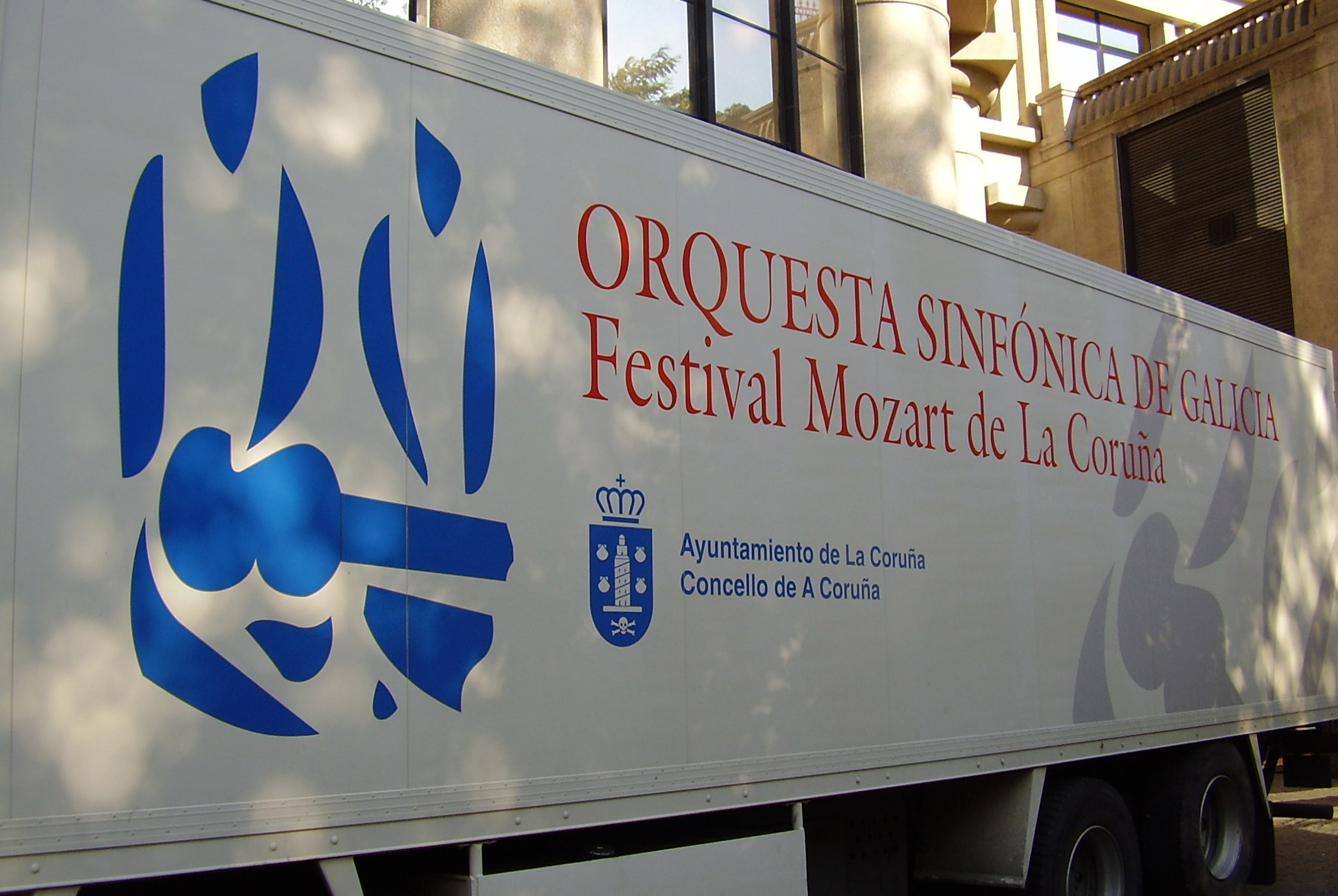
Một quảng cáo của dàn nhạc giao hưởng Galicia, năm 2006.

- OSG được thành lập và có trụ sở chính ở Palacio de la Ópera (cung nhạc kịch) trong thành phố Coruña vào năm 1992.[4][5]
- Sau đó không lâu, cũng trong năm 1998, Dàn hợp xướng của Dàn nhạc Giao hưởng Galicia được thành lập, trong một dự án giáo dục mở rộng mang tên Son Futuro bao gồm Dàn nhạc Trẻ, Dàn nhạc Thiếu nhi, Dàn hợp xướng Trẻ và Dàn hợp xướng Thiếu nhi.

## Nhạc trưởng và phụ trách
- Víctor Pablo Pérez (1992 - 2013).
- Dima Slobodeniouk (từ 2013 đến nay).
- Người quản lý dàn nhạc: Andrés Lacasa

## Các nghệ sĩ quốc tế cộng tác với OSG
- Nhiều nghệ sĩ độc tấu nhạc cụ hàng đầu thế giới đã cộng tác với OSG với tư cách là nghệ sĩ biểu diễn trong các buổi hòa nhạc ở Tây Ban Nha và ở các quốc gia khác.
  - nghệ sĩ vĩ cầm Đúc Anne-Sophie Mutter,
  - nghệ sĩ dương cầm Ý Maurizio Pollini,
  - nghệ sĩ dương cầm Ba Lan Krystian Zimerman,
  - nghệ sĩ vĩ cầm Mỹ gốc Iseael Gil Shaham,
  - nghệ sĩ vĩ cầm Mỹ gốc Hàn quốc Sarah Chang,
  - nghệ sĩ dương cầm Nga Grigory Sokolov,
  - nhạc trưởng kiêm nghệ sĩ vĩ cầm Hy Lạp Leonidas Kavakos,
  - nghệ sĩ dương cầm Nga Arcadi Volodos,
  - nghệ sĩ dương cầm Bồ Đào Nha Maria Joao Pires,
  - nhạc trưởng kiêm nghệ sĩ trômbôn Thụy Điển Christian Lindberg, v.v.
- Các ca sĩ biểu diễn cùng OSG  gồm Alfredo Kraus, Teresa Berganza, Plácido Domingo, María Bayo, Ainhoa Arteta, Juan Diego Flórez, Simon Estes, Mirella Freni, Ann Murray, Amanda Roocroft, Ildar Abdrazakov, Heldegard Behrens, Eva Marton, Giuseppe Giacomini, Philip Langridge, Carlos Chausson, Raúl Giménez, Isabel Rey, Carlos Álvarez, Ana María Sánchez, Giuseppe Sabbatini.[2][3]
- Ngoài ra OSG đã thực hiện ghi âm nhiều cuộc biểu diễn cho các hãng Deutsche Gramophon, Sony, EMI, DECCA, Koch, Naïve, BMG và Arts cùng với các nhạc sĩ tầm cỡ như Juan Diego Flórez, Kaori Muraji, Peter Maag, Antonio Meneses, Iván Martín, Manuel Barrueco- với người từng được đề cử giải Grammy 2007 ở hạng mục Album cổ điển hay nhất, María Bayo, Plácido Domingo, Juan Pons và Ewa Podles, trong số những người khác.

OSG đã được trao tặng Huy chương vàng Real Academia Galega de Belas Artes và cũng là Giải thưởng Văn hóa Galicia cao quý nhất của Galicia vào năm 2010.